# Traismauer
Traismauer ist eine Stadtgemeinde mit 6481 Einwohnern (Stand 1. Jänner 2025) im Bezirk St. Pölten in Niederösterreich.

## Geografie
Traismauer liegt im untersten Traisental in Niederösterreich. Ein kleiner Teil der Gemeindegebietes liegt nördlich der Donau. Hier an der Donau liegt mit 190 Meter der tiefste Punkt der Gemeinde. Nach Westen und nach Süden steigt das Land auf über 300 Meter an. Die höchste Erhebung ist der Reutbühel (350 m) im Süden.
Die Fläche der Stadtgemeinde umfasst 43,11 Quadratkilometer. Davon sind 46 Prozent landwirtschaftliche Nutzfläche, 27 Prozent sind bewaldet, 6 Prozent Weingärten und 9 Prozent entfallen auf Gewässer.

### Gemeindegliederung
Das Gemeindegebiet umfasst folgende neun Ortschaften (in Klammern Einwohnerzahl Stand 1. Jänner 2025):
- Frauendorf (182)
- Gemeinlebarn (710)
- Hilpersdorf (168)
- Oberndorf am Gebirge (262)
- St. Georgen an der Traisen (48)
- Stollhofen (1061) samt Nasenberg
- Traismauer (2958) samt Berghäuser, Mitterndorf, Im Tobel und Venusberg
- Wagram ob der Traisen (730) samt Fischerei
- Waldlesberg (362)

Die Gemeinde besteht aus den Katastralgemeinden Frauendorf, Gemeinlebarn, Hilpersdorf, Oberndorf am Gebirge, St. Georgen bei Wagram, Stollhofen, Traismauer, Wagram an der Traisen und Waldletzberg.

### Nachbargemeinden
| Krems an der Donau (KS) | Gedersdorf (KR)                             | Grafenwörth (TU)              |
| Nußdorf ob der Traisen  | Kompassrose, die auf Nachbargemeinden zeigt | Zwentendorf an der Donau (TU) |
|                         | Herzogenburg                                | Sitzenberg-Reidling (TU)      |

## Geschichte

### Römerzeit
Im Altertum war das Gebiet Teil der Provinz Noricum und Standort eines römischen Reiterkastells, Augustianis, der heutige Stadtkern von Traismauer erhebt sich direkt über den Grundmauern des ehemaligen Kastells. Es war ein bedeutender Militärstützpunkt der Hilfstruppen (Auxilia) am österreichischen Abschnitt des Limes. Die ältesten Baureste des Lagers stammen aus der zweiten Hälfte des ersten Jahrhunderts n. Chr. Wiener- oder Römertor und Reck- oder Hungerturm sind Teil der Lagerbefestigung in Steinbauweise aus Ende des 3./ Anfang des 4. Jahrhunderts.

### Mittelalter
Urkundlich wurde Traismauer erstmals 799 als Tresma erwähnt. Nach der Eroberung des Awarenreiches durch Kaiser Karl den Großen wurde der Ort im neuen Bairischen Ostland Sitz des Grenzgrafen Cadaloc, der im Zuge der letzten Kämpfe gegen die Awaren im Jahre 802 beim Castell Guntio fiel. Graf Cadaloc wurde in der Kirche St. Ruprecht in Traismauer bestattet. 833 erfolgte im Ort die Taufe des Slawenfürsten Pribina. Traismauer war in dieser Zeit Mittelpunkt der karolingischen Grafschaft zwischen Enns und Wienerwald. Am 20. November 860 kam der Ort durch eine große Landschenkung König Ludwig des Deutschen an das Erzstift Salzburg, wo Traismauer bis 1803 verblieb.
Nach der Nibelungensage verweilte dort die Königstochter Kriemhild, ehe sie auf König Etzel traf.
1198 wurde Traismauer mit Kirche und Gut dem Salzburger Domkapitel übertragen.
Um 1250, in der Zeit des Interregnums, wurde Traismauer durch Raubritter schwer verwüstet. Im Jahre 1458 wurde dem Ort von Kaiser Friedrich III. das Marktrecht verliehen.

### Neuzeit
Nach der Eroberung Traismauers durch ungarische Truppen im Jahr 1483, wurde durch den Salzburger Erzbischof Leonhard von Keutschach der Ausbau der Befestigung von Ort und Schloss Traismauer veranlasst.
Traismauer war dadurch sowohl 1529 als auch 1683 für die Osmanen uneinnehmbar und war Zufluchtsort für die Bewohner ungeschützter Dörfer.
1517 erhielt der Markt von Erzbischof Leonhard das Wappen. Im 16. Jahrhundert hatte Traismauer eine eigene Gerichtsbarkeit. 1555 wurde der erste Schulbau fertiggestellt. Um 1810 entstand die endgültige Fassung des Traismaurer Krippenspiels durch die Familie Scheibl. 1868 baute Franz Matthias Miller eine Mühle zu einem Stahlwerk aus, weitere Industrieanlagen wurden gegründet. 1885 konnte die an Traismauer liegende Bahnstrecke Tulln – St. Pölten eröffnet werden. Die Stadterhebung erfolgte 1958.

## Religionen
Die Stadtpfarrkirche ist dem Heiligen Rupert geweiht. Weiters gibt es die Pfarrkirche Stollhofen und die Ortskirche Gemeinlebarn. Für die Mitglieder der evangelischen Kirche gibt es im Hungerturm einen Betraum.

## Bevölkerungsentwicklung
| Traismauer: Einwohnerzahlen von 1869 bis 2025       | Traismauer: Einwohnerzahlen von 1869 bis 2025 | Traismauer: Einwohnerzahlen von 1869 bis 2025 | Traismauer: Einwohnerzahlen von 1869 bis 2025 | Traismauer: Einwohnerzahlen von 1869 bis 2025 |
| --------------------------------------------------- | --------------------------------------------- | --------------------------------------------- | --------------------------------------------- | --------------------------------------------- |
| Jahr                                                |                                               |                                               |                                               | Einwohner                                     |
| 1869                                                | 1869                                          |                                               | 3.240                                         | 3.240                                         |
| 1880                                                | 1880                                          |                                               | 3.773                                         | 3.773                                         |
| 1890                                                | 1890                                          |                                               | 3.853                                         | 3.853                                         |
| 1900                                                | 1900                                          |                                               | 3.980                                         | 3.980                                         |
| 1910                                                | 1910                                          |                                               | 4.000                                         | 4.000                                         |
| 1923                                                | 1923                                          |                                               | 3.925                                         | 3.925                                         |
| 1934                                                | 1934                                          |                                               | 4.054                                         | 4.054                                         |
| 1939                                                | 1939                                          |                                               | 3.894                                         | 3.894                                         |
| 1951                                                | 1951                                          |                                               | 4.839                                         | 4.839                                         |
| 1961                                                | 1961                                          |                                               | 5.115                                         | 5.115                                         |
| 1971                                                | 1971                                          |                                               | 5.360                                         | 5.360                                         |
| 1981                                                | 1981                                          |                                               | 5.120                                         | 5.120                                         |
| 1991                                                | 1991                                          |                                               | 5.137                                         | 5.137                                         |
| 2001                                                | 2001                                          |                                               | 5.618                                         | 5.618                                         |
| 2011                                                | 2011                                          |                                               | 5.919                                         | 5.919                                         |
| 2021                                                | 2021                                          |                                               | 6.420                                         | 6.420                                         |
| 2025                                                | 2025                                          |                                               | 6.481                                         | 6.481                                         |
| Quelle(n): Statistik Austria, Gebietsstand 1.1.2021 |                                               |                                               |                                               |                                               |

## Kultur und Sehenswürdigkeiten

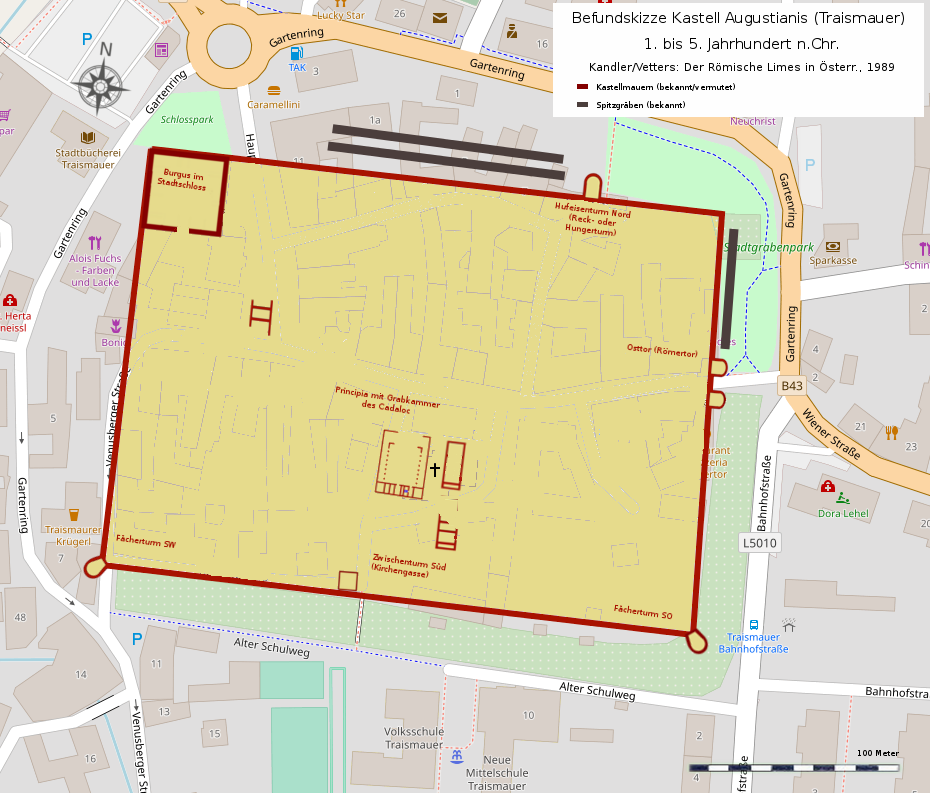
Skizze des Kastell Augustianis aus dem 1. bis 5. Jahrhundert

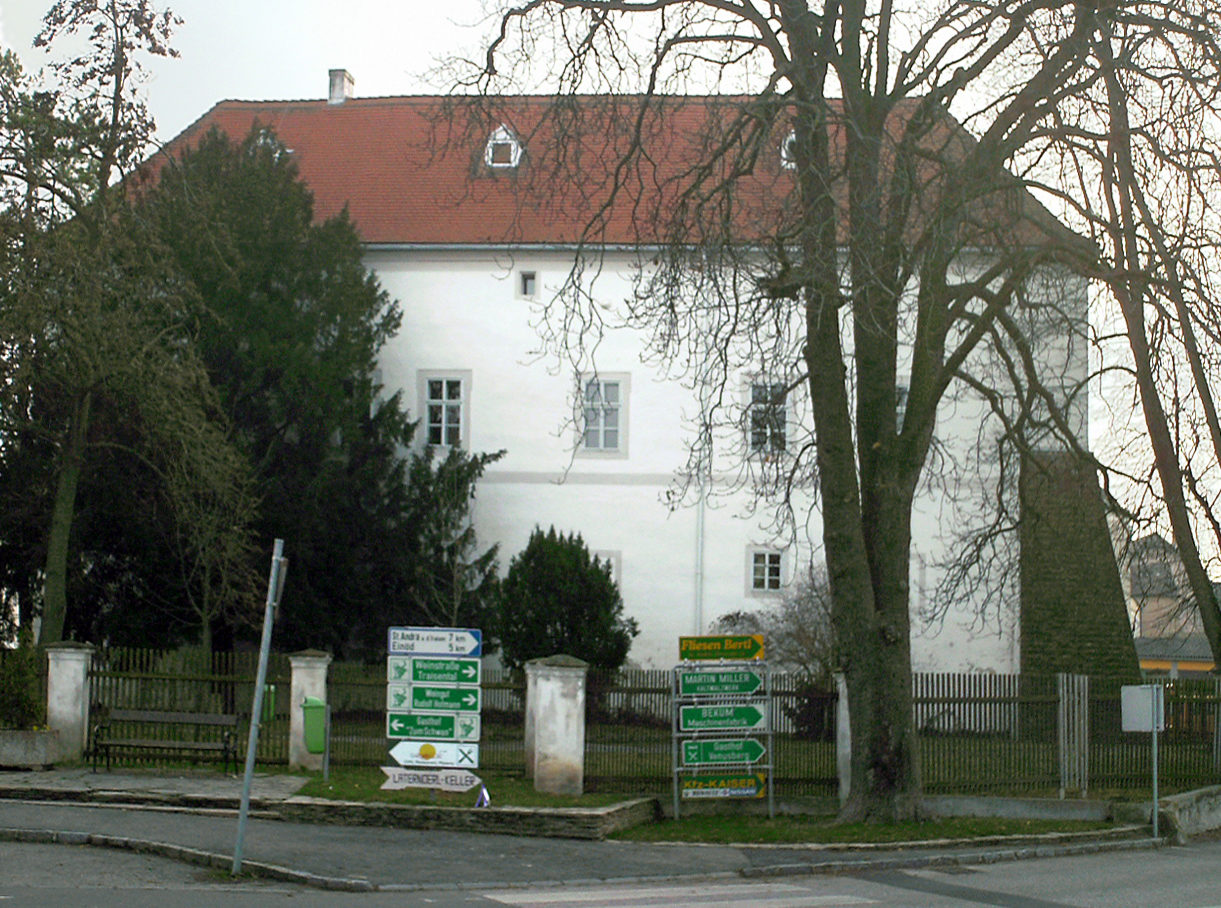
Schloss Traismauer

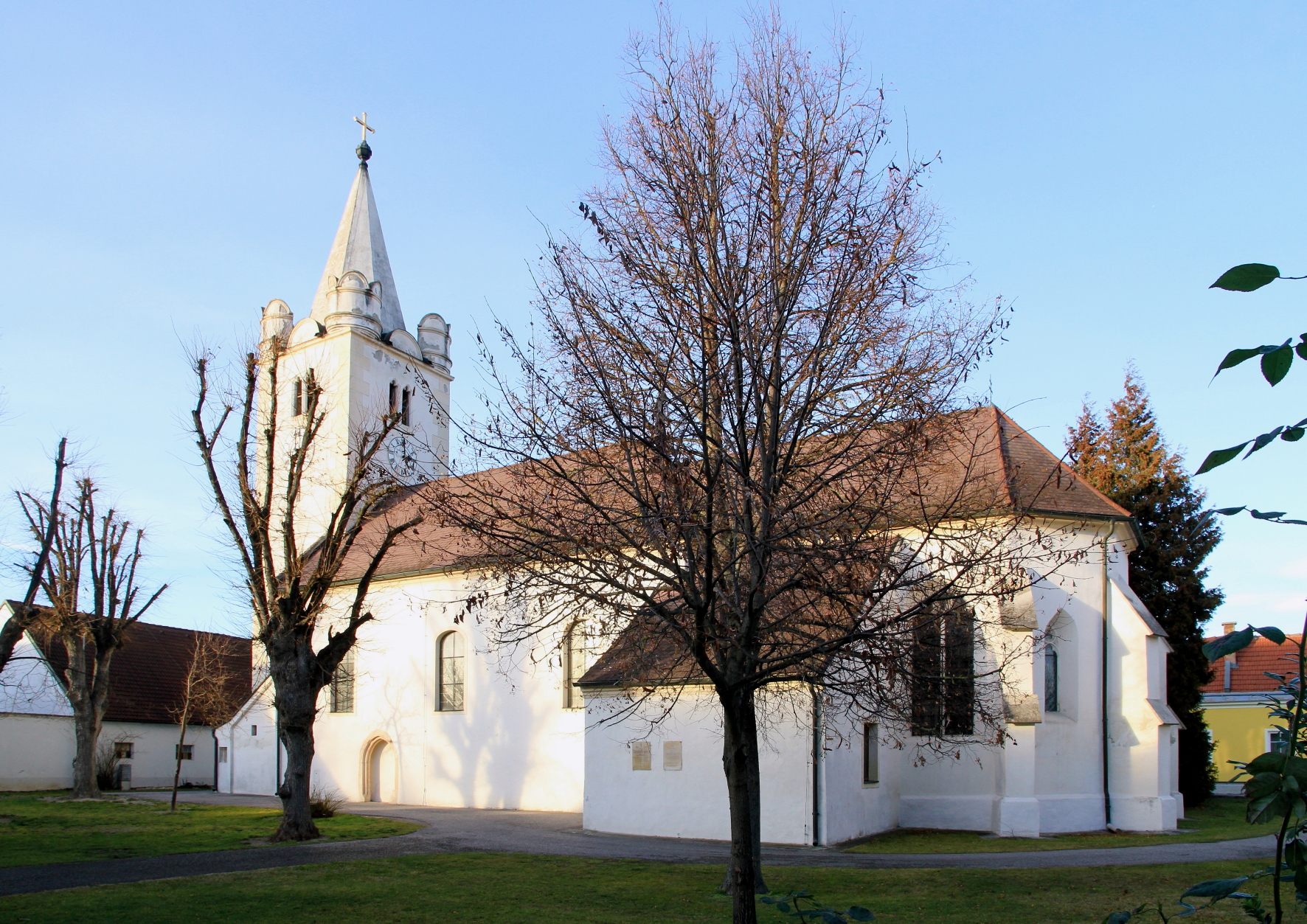
Pfarrkirche Stollhofen

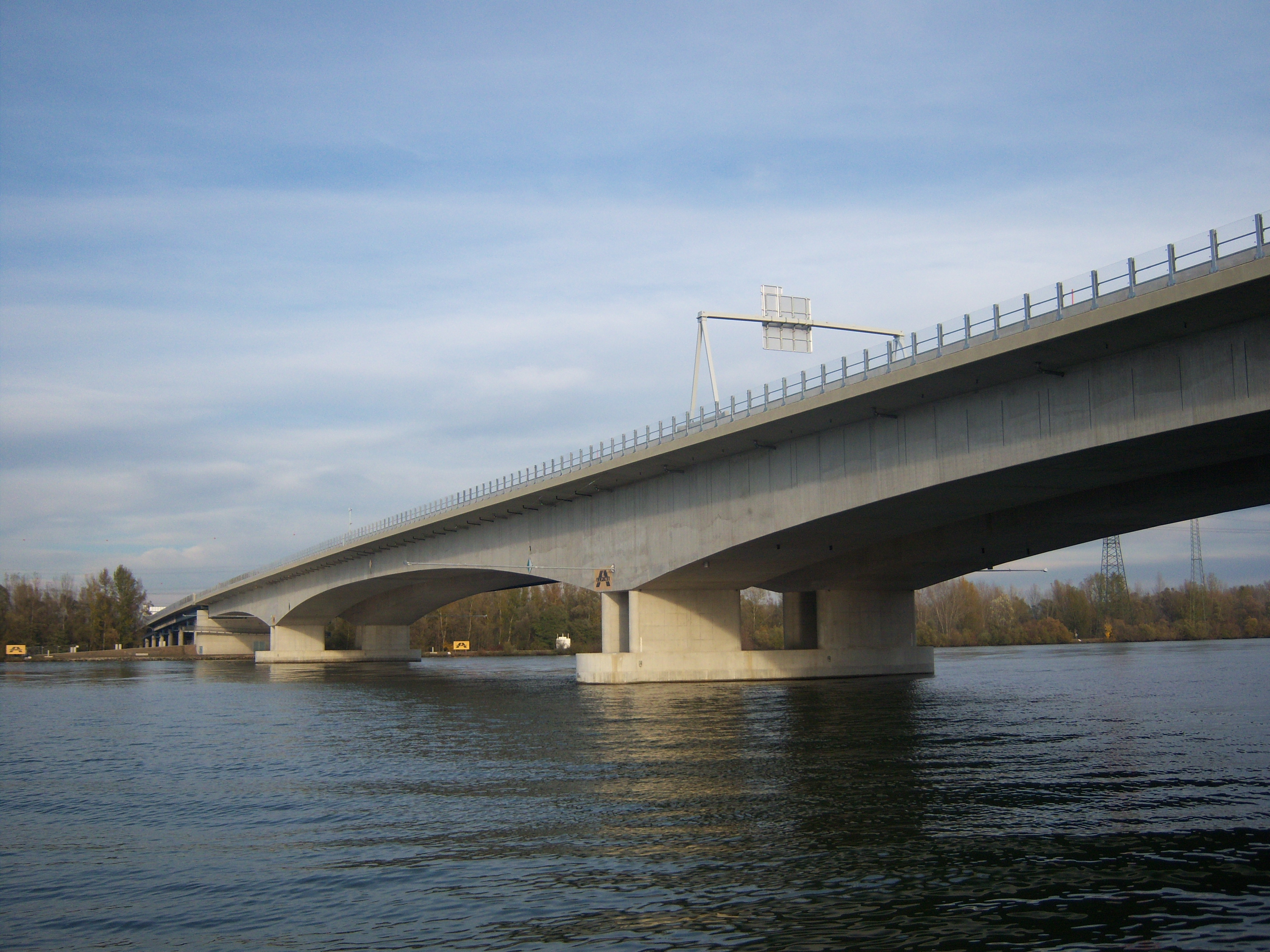
Die Donaubrücke „St. Georg“ in Traismauer

Bürgerhäuser aus dem 16. Jahrhundert und die barocke Pfarrkirche prägen das Stadtbild. Am Florianiplatz befindet sich das „Alte Schlosserhaus“ mit einer originalen Schlossereiwerkstatt.
- Römertor (auch Wienertor, das größtenteils erhaltene ehemalige Osttor des Römerkastells)
- Historischer Stadtkern
- Katholische Pfarrkirche Traismauer hl. Rupert: Die Kirche beinhaltet eine Unterkirche (karolingische Grabkapelle und Mauerreste der Principia des Kastells)
- Katholische Pfarrkirche Stollhofen hl. Martin
- Schloss Traismauer
- Hungerturm (auch Reckturm, ein im Kern spätantiker Hufeisenturm)
- Heimatmuseum im Hungerturm (wo auch das Traismaurer Krippenspiel aufbewahrt wird) mit dem Alten Schlosserhaus

## Wirtschaft und Infrastruktur
Im Norden der Stadtgemeinde Traismauer befindet sich der Wirtschaftspark „Campus 33“, der im Mai 2011 eröffnet wurde. Mit der Vergrößerung des Wirtschaftsparkes wurde 2011 begonnen, derzeit stehen weitere 8 Hektar Betriebsgebiet zur Betriebsansiedlung bereit.

### Ansässige Unternehmen
Die größten Unternehmen der Stadt sind die Gutschermühle Traismauer GmbH und BEKUM Maschinenfabrik GmbH. Ein gesunder Branchen-Mix sowie gut funktionierende Nahversorgung prägen die Struktur der lokalen Gewerbetreibenden und der ansässigen Klein- und Mittelbetriebe.

### Wirtschaftssektoren
Von den 121 landwirtschaftlichen Betrieben des Jahres 2010 waren 61 Haupterwerbsbauern. Diese bewirtschafteten 79 Prozent der Flächen. Im Produktionssektor arbeiteten 367 Erwerbstätige im Bereich Herstellung von Waren, 159 in der Bauwirtschaft und 24 in der Wasserver- und Abfallentsorgung. Die wichtigsten Arbeitgeber des Dienstleistungssektors waren die Bereiche soziale und öffentliche Dienste (185), Handel (156) und Beherbergung und Gastronomie (93 Mitarbeiter).
| Wirtschaftssektor            | Anzahl Betriebe | Anzahl Betriebe | Erwerbstätige | Erwerbstätige |
| Wirtschaftssektor            | 2011            | 2001            | 2011          | 2001          |
| ---------------------------- | --------------- | --------------- | ------------- | ------------- |
| Land- und Forstwirtschaft 1) | 121             | 168             | 108           | 99            |
| Produktion                   | 46              | 38              | 550           | 533           |
| Dienstleistung               | 249             | 150             | 597           | 615           |

1) Betriebe mit Fläche in den Jahren 2010 und 1999

### Verkehr
Traismauer befindet sich an der Kremser Schnellstraße (S33) (Teil des Wiener Autobahnringes „Regionenring“) mit den Abfahrten „Traismauer Nord“ und „Traismauer Süd“ sowie seit 2010 mit der Donaubrücke St. Georg und dem Autobahnknoten Traismauer (B 43).
Schienenseitig ist die Stadt durch die Tullnerfelder Bahn erschlossen. Mit dem Bahnhof Traismauer und der Haltestelle Gemeinlebarn bestehen in der Stadtgemeinde zwei Stationen.
Durch aktuelle Verkehrsprognosen wird seit 2011 das Thema einer Umfahrung der LB43 diskutiert, dazu wurde 2012 auch eine Volksbefragung abgehalten. Diese Volksbefragung endete mit einem klaren Nein zum Umfahrungsprojekt, wenngleich positive Sprengelergebnisse in Bereichen der Durchzugsstraßen erzielt wurden.

### Keine Windkraftanlagen
WEB Windenergie betrieb jahrelang die Projektierung eines Windparks mit fünf große Windkraftanlagen im Ort. Eine Volksbefragung mit 45 % Beteiligung ging 2014 Pro aus, eine andere 2016 mit nur 36 % Beteiligung gegen Windräder. Im Juni 2018 erklärte WEB die Nichtweiterverfolgung des Projekts.

### Öffentliche Einrichtungen
In der Gemeinde gibt es zwei Volksschulen und eine Mittelschule.

## Politik

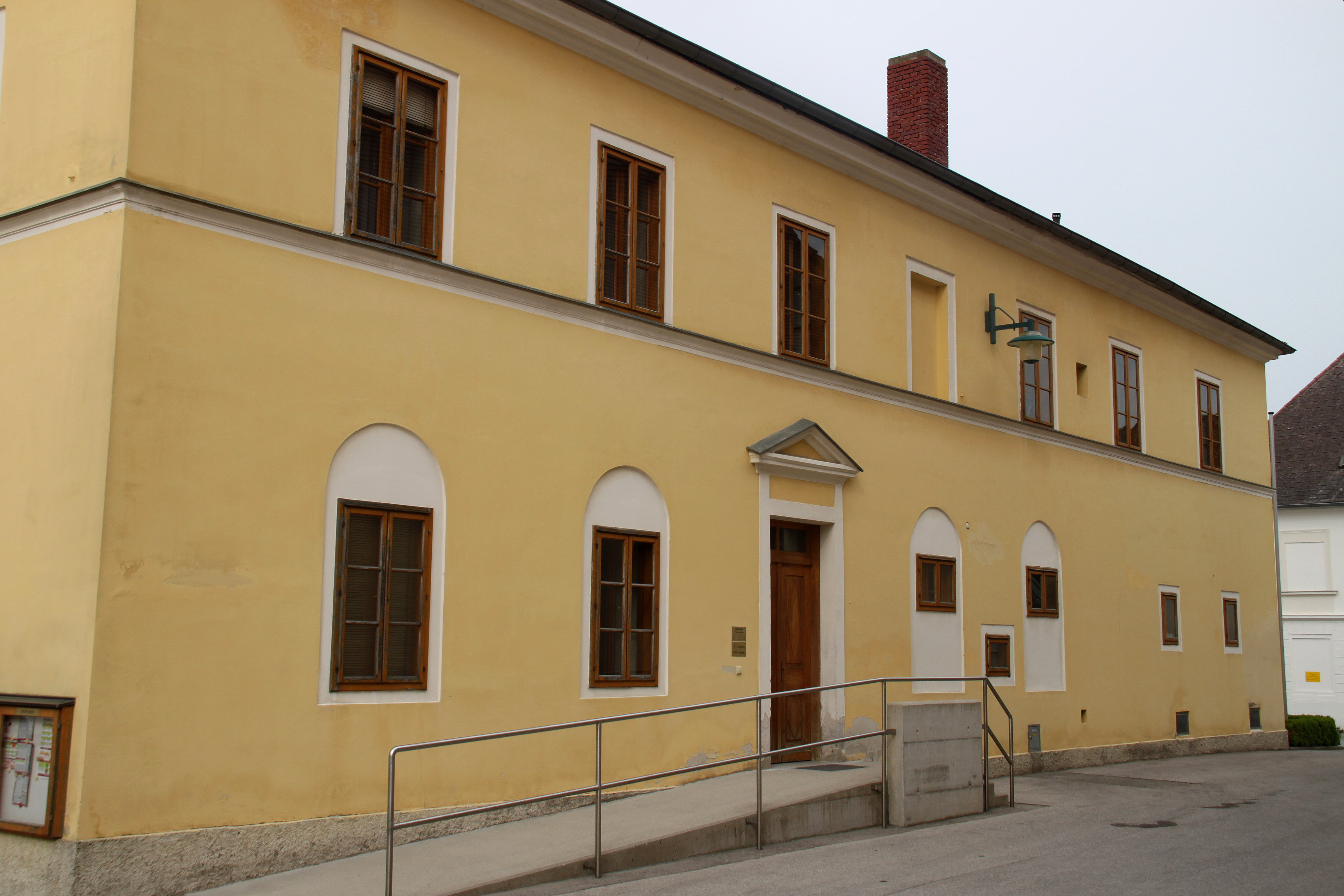
Stadtamt Traismauer

### Stadtgemeinderat
Im Stadtgemeinderat gibt es 29 Sitze.
- Die Wahl 2000 ergab folgende Mandatsverteilung: SPÖ 17, ÖVP 9, FPÖ 3.[10]
- Die Wahl 2005 ergab folgende Mandatsverteilung: SPÖ 17, ÖVP 9, Bürgerliste lebenswertes Traismauer (BLT) 2, FPÖ 1.[11]
- Die Wahl 2010 ergab folgende Mandatsverteilung: SPÖ 13, Liste ÖVP 8, Liste Miteinander in Traismauer (MIT) 4, FPÖ 3,  Bürgerliste lebenswertes Traismauer (BLT) 1.[12]
- Die Wahl 2015 ergab folgende Mandatsverteilung: Liste SPÖ 17, Liste ÖVP 8, Liste Miteinander in Traismauer (MIT) 2, FPÖ 1, Liste Grüne 1.[13]
- Die Wahl 2020 ergab folgende Mandatsverteilung: Liste SPÖ 17, Liste ÖVP 10, Liste Grüne: 1 und Liste Miteinander in Traismauer (MIT) 1.[14]

### Bürgermeister
Bürgermeister ist Herbert Pfeffer (SPÖ). Amtsleiter ist Herbert Schöffl.

### Wappen
Das Wappen wurde 1517 verliehen und zeigt einen roten Schild mit Turm in Form Quadratenstein mit Schoßgattern und Zinnen. Auf einem grünen Hügel an einem Fluss mit natürlicher Farbe.

### Städtepartnerschaften
Seit 2003 besteht eine Städtepartnerschaft mit Ajtos in Bulgarien.

## Persönlichkeiten

### Söhne und Töchter der Stadt

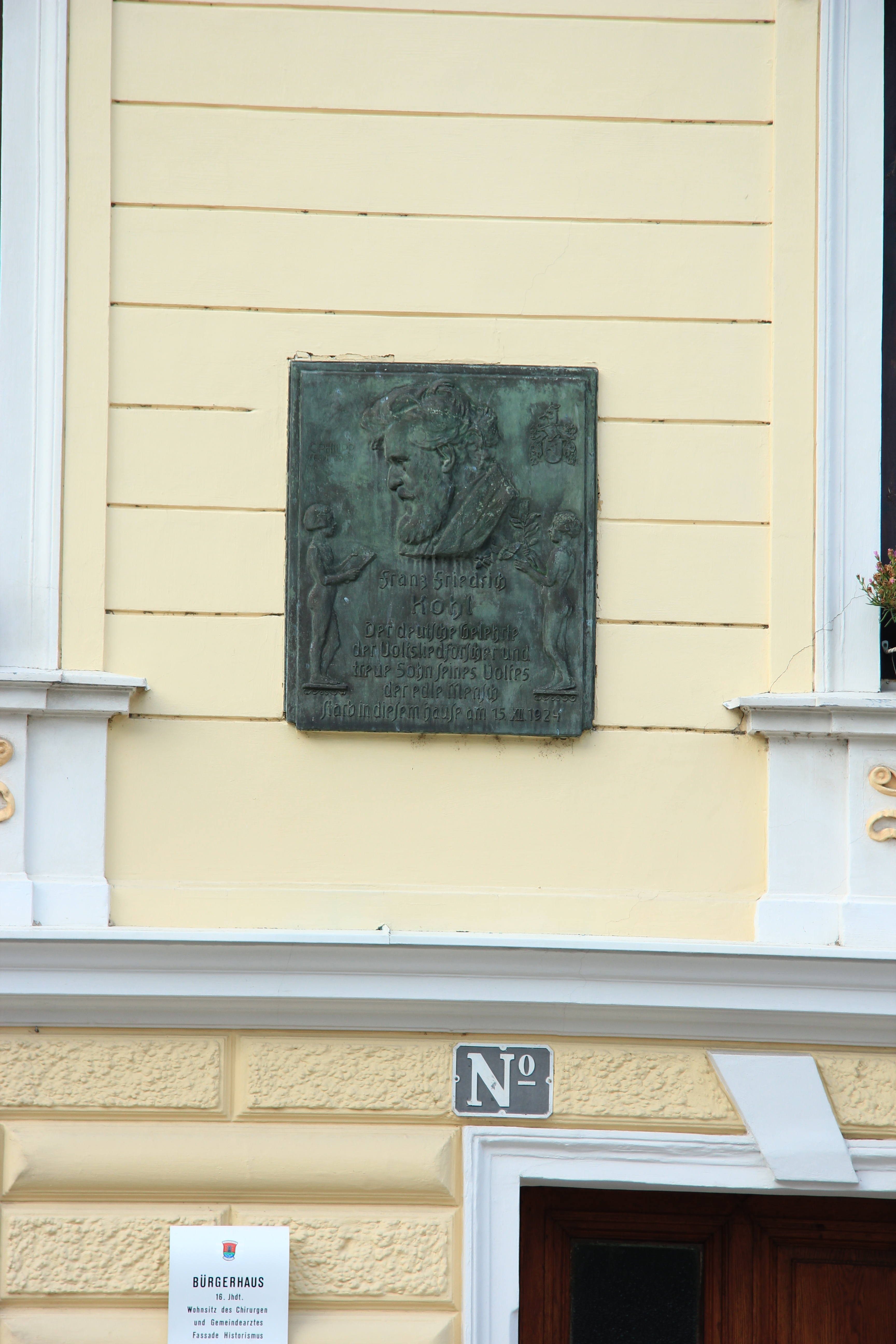
Gedenktafel an Franz Friedrich Kohls Sterbehaus in Traismauer

Zu den bekannten Söhnen der Stadtgemeinde zählen die Komponisten Franz Josef Aumann (1728–1797), Kirchenmusiker in St. Florian und Theodor Berger (1905–1992). Der Politiker Hans Helm (1903–1993) wurde auch hier geboren.
In Traismauer aufgewachsen ist die Schauspielerin und Schriftstellerin Sabina Naber (* 1965), sie lebt in Wien.

### Weitere Persönlichkeiten
Zu den Persönlichkeiten des Ortes zählen der Volksmusikforscher Friedl Mohr, Franz Friedrich Kohl (1851–1924); Raimund Zoder (1882–1963 zeichnete das Traismaurer Krippenspiel auf).
In Traismauer hielt sich der Künstler Rudolf von Alt auf. Im Sturmjahr 1848 stellte sich Rudolf von Alt in Wien als Bürgergardist zur Verfügung. Seine Familie schickte er vorsichtshalber zu den Schwiegereltern nach Troppau. Als Mitte Oktober 1848 die Ereignisse in der Hauptstadt dem Bürgergardisten Alt zu radikal wurden, verließ er zusammen mit dem damals sechzehnjährigen Ludwig Passini fluchtartig Wien. In Traismauer nahmen sie zusammen ein Notquartier im Gasthof Hofkirchner (heute Gasthof zum Schwan). In seinen Lebenserinnerungen schrieb er dazu, „ich war im Jahr 1848 National-Gardist, aber ich ging sehr bald nach Traismauer, wo meine Leute wohnten“. Auf einem Briefkuvert hielt er die Situation in schneller Skizze fest und zeichnete auch in (mindestens) zwei dokumentierten Werken Bauernhäuser in Traismauer.

### Ehrenbürger
Verdiente Gemeindebürger werden durch Beschluss des Gemeinderats der Stadtgemeinde zu Ehrenbürgern ernannt, so die ehemaligen, bereits verstorbenen Stadtpfarrer Konsistorialrat Dechant Friedrich Klein und Monsignore Konsistorialrat Erzdechant Johann Oberbauer sowie 2016 Landeshauptmann Erwin Pröll. Ein weiterer Ehrenbürger wurde am 22. September 1905 der Priester und Politiker Josef Scheicher.